# アルノルト・トップ

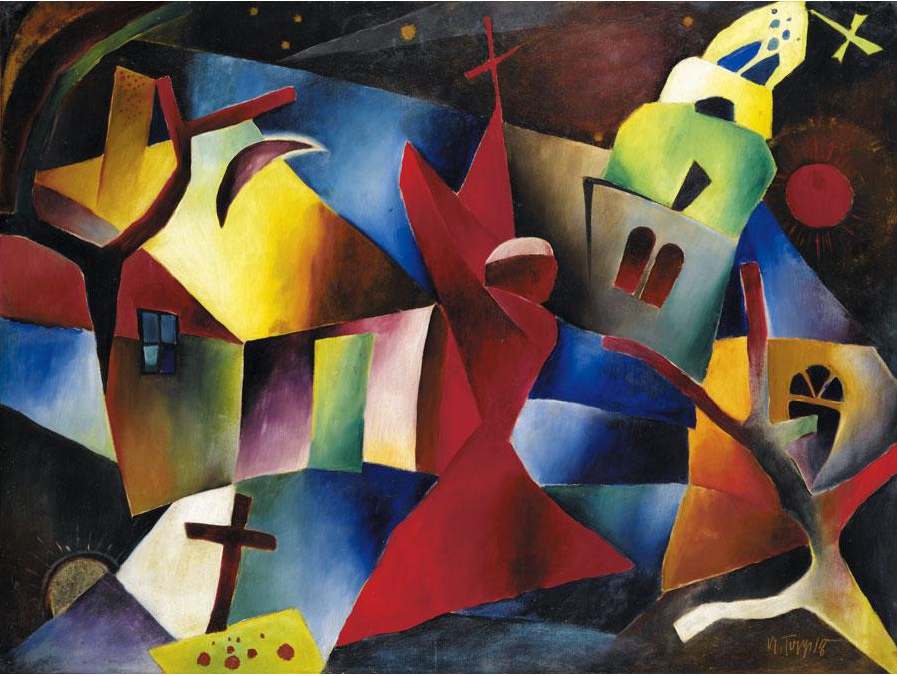
アルノルト・トップ作「Der Rote Beter(赤い祈る人)」(1918)

アルノルト・トップ（ドイツ語: Arnold Topp, 1887年3月8日 - 1945年?）はドイツの画家である。表現主義、キュビズムの画家の一人である。

## 略歴
ノルトライン＝ヴェストファーレン州のゾーストで生まれた。17歳になる頃にはヴィルヘルム・モルグナー(1891-1917)やヴィルヘルム・ヴルフ(Wilhelm Wulff: 1891-1980)、エーベルハルト・フィーゲナー(Eberhard Viegener: 1890-1967)といったゾーストの画家たちの中で活動していた。1910年からデュッセルドルフの工芸学校(Kunstgewerbeschule Düsseldorf)でロータル・フォン・クノフスキー(Lothar von Kunowski: 1866–1936)に学んだ。
この頃にはライン地域の表現主義芸術家(Rhenish Expressionist）と呼ばれる芸術家たちと交流するようになった。ゾーストの教員養成学校に入学、卒業し1913年からブランデンブルク・アン・デア・ハーフェルの名門学校(Saldernschen Realgymnasium)で、理科を教え後には美術も教えた。
表現主義を後援する批評活動を行っていた芸術家で画廊を主催したヘルヴァルト・ヴァルデン（Herwarth Walden）との付き合いを深め、ベルリンのヴァルデンの画廊で1917年から1926年の間に他の画家とともに7度、作品を展示した。アルノルト・トップとともに作品を展示した画家には、ハンガリー出身のラヨシュ・エプネト(Lajos Ebneth: 1902-1982)や スウェーデン出身のネル・ヴァルデン(Nell Walden: 1887-1975)、ドイツの表現主義の画家、クルト・シュヴィッタース(1887-1948)がいる。
1929年まで、多くのドイツの展覧会やアメリカ、ソヴィエト、日本、フランスでも作品が展示された。「Illustrator」や「 Das Hohe Ufer」といった雑誌の挿絵も描き、しばしばベルリンを訪れ、建築家のブルーノ・タウトやゲオルク・ムッヘといった芸術家とも知り合った。1914年に結婚したが、その結婚は円満なものでなかった。第一次世界大戦が始まると、軍務につきヴェルダンの戦いで負傷し、1918年にブランデンブルクに帰郷し病院で療養した後、画家、教師に復帰した。1927年に上級教員(Studienrat)に昇進した。
1918年にブルーノ・タウトらが創設した「芸術労働評議会 ( Arbeitsrates für Kunst」に参加した。
ナチスの影響が強くなると、1933年に「国家社会主義教員組合(Nationalsozialistischer Lehrerbund)」に入会したが、ナチスはトップの作品のいくつかを「退廃芸術」に指定し、美術館から没収した。私生活上の問題を起こしたことなどから、1940年に別の学校に移された。第2次世界大戦の末期に民兵として召集され、国防軍に転属され、行方不明となった。1961年に家族の申請により、死亡したと宣告された。

## 作品

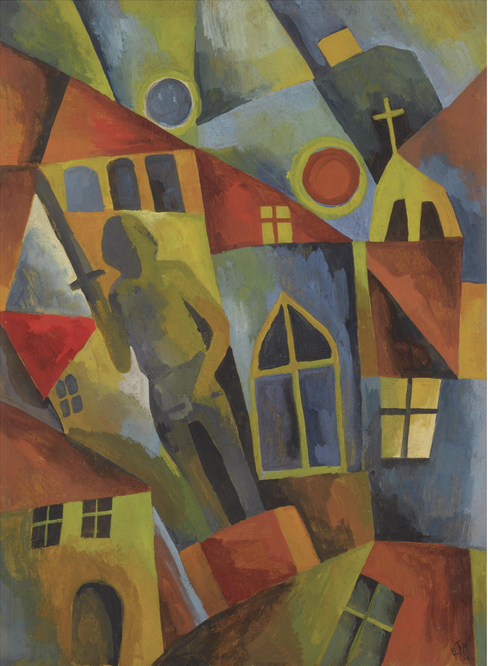
ブランデンブルクのローランド像
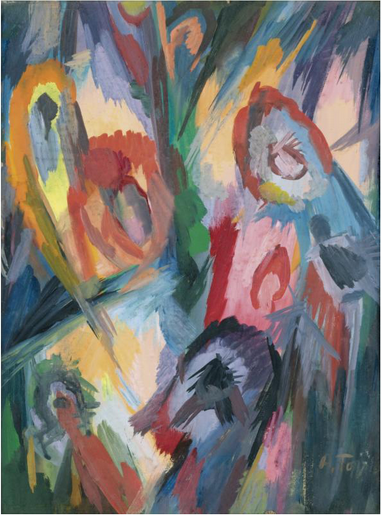
作品 (1916)
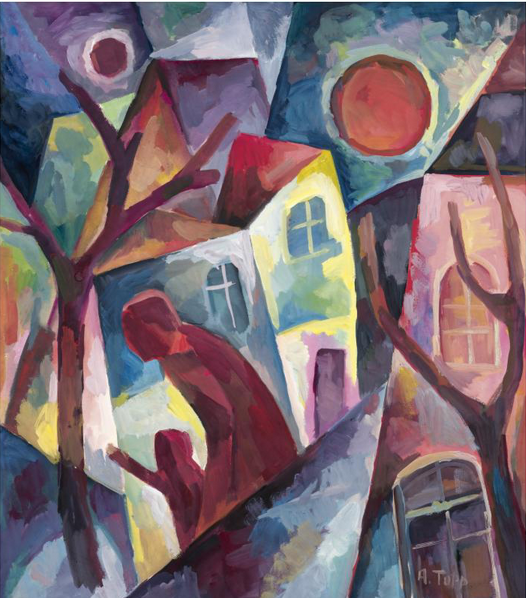
赤い人物と街の風景(1919)
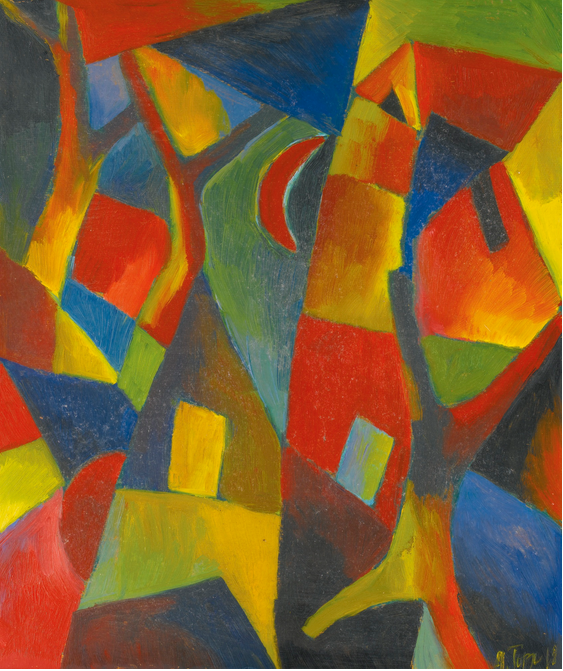
ZWEI WELTEN (1918)